# Nippolimnophila kiusiuensis
Nippolimnophila kiusiuensis is een tweevleugelige uit de familie steltmuggen (Limoniidae). De soort komt voor in het Palearctisch gebied.